# Peter Sinfield

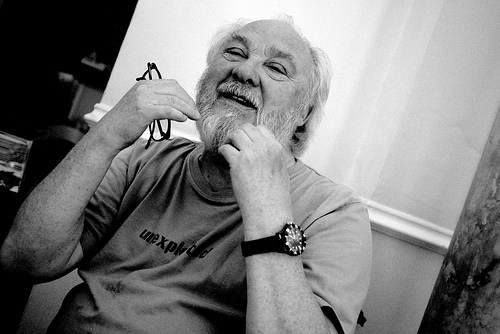
Pete Sinfield in 2010

Pete Sinfield, geboren Peter John Sinfield (Fulham (Londen), 27 december 1943 – Londen, 14 november 2024) was een Britse dichter, schrijver en performer. Hoewel al jaren werkend in de schaduw, raakte hij bekend door zijn werk met King Crimson en Emerson, Lake & Palmer.

## Aanloop
Sinfield werd geboren in een artistiek gezin van Engels-Ierse samenstelling, waarvan moeder Deirdre (ook wel bekend onder de namen Joey of Daphne) activiste was. Zijn vader zag hij maar weinig, en de opvoeding gebeurde grotendeels door de Duitse huishoudster, die eerder acrobate was bij The Flying Wallendas. Zijn lagere school stond in Oxshott, een vrije school. Daar zette hij onder leiding van zijn docent de eerste stappen in de poëzie, voorlopig eerst lezen. Na beëindiging van zijn schoolloopbaan begon hij in 1959 te werken als reisagent, puur en alleen om iets van de wereld te zien. Dat duurde niet lang, en hij ging werken bij een computerfirma, maar maakte ook kennis met de popmuziek door zijn vrienden die studeerden aan de Chelsea School of Art. Later stond Sinfield achter een marktkraam om allerlei snuisterijen aan de man te brengen. In die tijd ging hij ook gitaar spelen en richtte samen met Ian McDonald een muziekgroep op. De band brak geen potten, maar McDonald was onder de indruk van zijn schrijverstalent.

## King Crimson
McDonald besloot in 1968 toe te treden tot het trio Giles, Giles and Fripp: de voorloper van King Crimson was een feit. McDonald meldde dat hij een goede tekstschrijver kende. Voordat King Crimson aan ook maar iets begonnen vond er al een opname plaats van het nummer I talk to the wind. Zangeres was Judy Dyble (later bekend van Fairport Convention). I talk to the wind werd een evergreen in het latere King Crimsonrepertoire. Toen Peter Giles op- en Greg Lake instapte, stapte ook Sinfield als volwaardig lid in. Sinfield kwam met de naam King Crimson en leidde als hippie de diverse leden rond. Van 1969 tot 1971 was Sinfield lid van KC, niet als muzikant maar als tekstschrijver, verzorger van de lichtshow en hoesontwerper. Hij hoefde niet te zingen (vanwege de stem van Lake) of gitaar te spelen (techneut Robert Fripp). Toch liep zijn samenwerking met die band stuk, en dan met name met Fripp, die toen al bekendstond als lastig heerschap. Op 1 januari 1972 verliet Sinfield de band.

## ELP, Roxy Music
In 1972 begeleidde Sinfield Roxy Music als muziekproducent bij de opnamen van hun eerste album. Hij probeerde met eigen werk te komen onder de titel Still, maar allereerst schreef hij teksten voor de Italiaanse progressieve rockband Premiata Forneira Marconi (PFM) en produceerde hun eerste album Photos of ghosts. Ondertussen werkte hij met voormalige King Crimsonleden verder aan Still. Een succes werd het album niet, maar Sinfield kon verder met Emerson, Lake & Palmer. Het podium ging hij niet meer op: hij had plankenkoorts. ELP verhuurde een huis aan het echtpaar Sinfield en daardoor kwam hij naast Gary Brooker (toen een tijdje ex-Procol Harum) te wonen. Sinfield kon aan het werk bij diens eerste soloalbum No more fear of flying. Hij publiceerde een boek Under the sky en in 1975 had hij nog een hit met Greg Lake: I believe in Father Christmas.

## Ibiza
Gezondheidsproblemen en een naïef inzicht in de inkomsten uit ELP noopte hem als belastingvluchteling op Ibiza te gaan wonen. Hij scheidde daar van zijn vrouw en pakte zijn dichtersbestaan weer op met vrienden van de eerder genoemde Chelsea School of Art, in dit geval Peter Unsworth en Barry Flanagan. ELP lag inmiddels ook uit elkaar. Toch vroeg de band hem of hij hun album Love Beach wilde produceren. Sinfield stemde toe en stond vanaf toen bekend als medewerker van het slechtste album van ELP (vond Sinfield later zelf ook). Een tweede album van hem verscheen, geen muziek, maar een vertelling van Robert Sheckleys In a land of clear colours (sciencefiction). Het is dan 1978. 1000 exemplaren werden verspreid, waarbij de achtergrondzang werd verzorgd door Brian Eno (maatje uit Roxy Music). Hij keerde terug naar Londen, waar de muziekindustrie inmiddels voor de punk gekozen had. Intussen had hij een relatie met een Spaans model. Hij leverde in die jaren ook vertalingen af van Angelo Branduardi's Alla fiera dell'est (Highdown fair) en La pulce d'acqua (Fables and fantasies).

## Popmuziek
Toen de symfonische rock "uit" raakte, moest Sinfield toch iets doen. Hij maakte kennis met de componist Andy Hill en met hem schreef hij onder andere The Land of Make Believe van Bucks Fizz, een nummer 1-hit in Engeland. Sinfield vond zijn weg in de commerciële tak van de popmuziek en vertrok weer naar Spanje, Majorca deze keer. Hij trad op bij het Spaanse televisieprogramma Musical Express met zijn vrienden Boz Burrell (ex-King Crimson), Tim Hinkley, Michael Giles (ex-King Crimson), Bobby Tench, Mel Collins (ex-King Crimson) en Gary Brooker (ex-Procol Harum). Hij bleef samen met Hill hits produceren als I hear talk (Bucks Fizz) en Have you ever been in love van Leo Sayer. Ook Bill Livsey maakte gebruik van zijn diensten. Zijn relatie met het Spaanse model hield geen stand en hij keerde terug naar Londen (1990). In Londen schreef hij samen met Hill Think Twice voor Céline Dion. Net als voor Have you ever been in love ontving hij voor dat nummer een Ivor Novello Award.

## Anders
Sinfield begon haiku's te schrijven en ging muziek maken met John "Poli" Palmer (geen familie van Carl), die vibrafoon speelde en programmeerde. Palmer zat eerder in Family. In 2005 lag Sinfield op de operatietafel voor een bypassoperatie. De samenwerking met Palmer wilde niet vlotten, maar in 2009 verscheen in hij in het BBC-programma Prog rock Britannia: An observation in three movements over progressieve rock. In 2010 las hij zijn eigen teksten voor op een poëziefestival in Genua. Uit de tijd van zijn hartoperatie begon zijn interesse voor alternatieve geneeswijzen.

## Invloeden
Sinfield werd voor wat teksten betreft beïnvloed door zijn situatie in de opvoeding. Zijn moeder was biseksueel en zij kwam daar toen (in de jaren 50 van de 20e eeuw) al voor uit. Vooral Kerstmis werd uitbundig gevierd, wat terug te vinden is in zijn eerder aangehaalde hit met Greg Lake. Verder beïnvloedden William Blake, Kahlil Gibran, Shakespeare en Enid Blyton hem, net als diverse sciencefictionschrijvers. Muzikaal was hij onder de indruk van Bob Dylan en Donovan, en diens Yellow is the colour of my true love's hair uit Colours betekende het begin van zijn langdurige loopbaan in de muziek en dichtkunst.
Sinfield overleed op 14 november 2024 op 80-jarige leeftijd.

## Discografie
- Still
- Stillusion (Still met twee extra tracks)

- Bibsys: 7019001
- Bibliothèque nationale de France: cb140711538 (data)
- Gemeinsame Normdatei: 134609190
- International Standard Name Identifier: 0000 0000 5609 8845
- Library of Congress Control Number: no96019625
- MusicBrainz: 186e2b86-4824-4c90-83f0-fe97808caa9a
- Nationale Bibliotheek van Tsjechië: xx0184848
- Nationale en Universitaire bibliotheek Zagreb: 000062512
- Nederlandse Thesaurus van Auteursnamen: 073248258
- Virtual International Authority File: 274160733
- WorldCat: E39PBJvMBVDGfpV9wfM7tXxRrq